# King Kong Lives
King Kong 2 (título original: King Kong Lives) es una película estadounidense estrenada en EE. UU. el 19 de diciembre de 1986. Es la secuela de la película King Kong (1976).

## Argumento
King Kong, tras ser tiroteado y caer luego desde el World Trade Center, es mantenido vivo en coma durante 10 años en el Instituto de Atlanta al cuidado de la cirujana Amy Franklin. Para salvar la vida de Kong, la doctora Franklin debe realizar un trasplante de corazón y darle a Kong un corazón artificial monitorizado por computadora. Sin embargo, King Kong ha perdido demasiada sangre, lo que hace necesaria una transfusión y, para complicar las cosas, Franklin dice que no existe tal especie de simio u otro animal cuyo tipo de sangre sea del mismo tipo que la de Kong. 
Llega un aventurero, Hank "Mitch" Mitchell, que captura en Borneo una hembra de gorila gigante a la que llama "Lady Kong", llevándola al Instituto para que su sangre pueda ser utilizada para la operación de Kong. La transfusión y el trasplante son un éxito. Kong se enamora inmediatamente de Lady Kong, logrando escapar con ella.
Archie Nevitt, un desquiciado teniente coronel, es llamado con sus hombres para cazar y matar a los dos simios. Lady Kong es capturada viva por las tropas de Nevitt y es luego encerrada; Kong cae de un risco y se lo presume después muerto, pero cuando Franklin y Mitchell lo descubren, el corazón artificial de Kong empieza a fallar, forzando a ambos a intentar liberar a Lady Kong solo para descubrir que está preñada de Kong. El escape es un éxito gracias a Kong, que sobrevivió a la caída y libera a su compañera. 
Tras ser seguido, atacado y disparado por los militares, Kong mata al teniente coronel Nevitt y muere lentamente desangrado cerca de una base militar en una granja donde Lady Kong mientras tanto da a luz a un saludable bebé macho. Kong logra tocar a su hijo antes de morir. Enviados de vuelta a Borneo, Lady Kong vive luego en paz con su hijo en la jungla.

## Reparto
| Actor               | Personaje              |
| ------------------- | ---------------------- |
| Peter Elliott       | King Kong              |
| George Yiasoumi     | Lady Kong              |
| Brian Kerwin        | Hank Mitchell          |
| Linda Hamilton      | Amy Franklin           |
| John Ashton         | Ten. Cnel. R.T. Nevitt |
| Peter Michael Goetz | Dr. Andrew Ingersoll   |
| Frank Maraden       | Dr. Benson Hughes      |

## Producción
Le ofrecieron el papel protagonista masculino de Hank Mitchell a Peter Weller, pero él rechazó para hacer Robocop (1987).

## Recepción

### Crítica
King Kong Lives tuvo una recepción negativa. En Rotten Tomatoes, tiene una puntuación de 0% sobre la base de 9 reseñas. Roger Ebert le dio a la película solo una de cuatro estrellas y declaró: «El problema con todos en King Kong Lives es que están metidos en una película aburrida y lo saben, y son sencillamente incapaces de encontrar nada que los motive.» DEG envió una notificación a Ebert y Gene Siskel notificando que a los dos críticos se les había permitido mostrar fragmentos de la película por televisión en su Chicago natal, pero no tenían permiso para mostrar esos mismos fragmentos a nivel nacional. Siskel observó: «Obviamente, estaban asustados [...] Si no me crees a mí o a Roger, cree que la productora, y piénsalo bien, no podía encontrar una sola escena que quisiera que vieras.»

### Recaudación de la taquilla
A pesar de su campaña de marketing, King Kong Lives fue un fracaso en la taquilla, recaudando $4.7 millones de dólares durante su exhibición en los cines. La película fue nominada a un Premio Razzie, al de los peores efectos visuales. El actor Peter Goetz recibió un cheque residual de 12 centavos de la película, y lo enmarcó a modo de tributo, para nunca cobrarlo.